# Charles Jones (cestista 1957)
Charles Jones (McGehee, 3 aprile 1957) è un ex cestista statunitense, professionista in Francia, in Italia e nella NBA.
È il fratello di altri tre giocatori di basket professionisti: Caldwell Jones, Major Jones e Wil Jones.

## Carriera
Venne selezionato dai Phoenix Suns all'ottavo giro del Draft NBA 1979 (165ª scelta assoluta).

## Palmarès
- Campionato NBA: 1

Houston Rockets: 1995
- All-CBA Second Team (1984)
- 2 volte CBA All-Defensive First Team (1983, 1984)
- CBA All-Defensive Second Team (1985)
- 3 volte miglior stoppatore CBA (1980, 1983, 1984)